# IC 4202
IC 4202 је спирална галаксија у сазвјежђу Береникина коса која се налази на листи објеката дубоког неба у Индекс каталогу.
Деклинација објекта је + 24° 42' 3" а ректасцензија 13h 8m 31,6s. Привидна величина (магнитуда) објекта IC 4202 износи 14,4 а фотографска магнитуда 15,2. IC 4202 је још познат и под ознакама UGC 8220, MCG 4-31-8, CGCG 130-12, FGC 1568, IRAS 13060+2458, PGC 45549.